# Giorgio Bocca
Giorgio Valentino Bocca (Cuneo, 28 agosto 1920 – Milano, 25 dicembre 2011) è stato uno scrittore, giornalista e partigiano italiano.

## Biografia
Giorgio Bocca nacque a Cuneo nel 1920 da genitori entrambi insegnanti. Studiò alla facoltà di giurisprudenza dell'Università degli Studi di Torino e, come tanti giovani italiani durante il ventennio, si iscrisse ai Gruppi Universitari Fascisti (GUF). Nell'organizzazione fascista ebbe anche un ruolo direttivo e divenne noto a livello provinciale anche per i suoi risultati nelle competizioni sciistiche; ricevette la medaglia d'oro nel 1940 a Roma da Benito Mussolini. Come calciatore, disputò la stagione del campionato 1938-1939 nelle file del Cuneo. Allo scoppio della guerra, ventenne, venne chiamato alle armi come allievo ufficiale nel Regio Esercito nel corpo degli Alpini. Nel giugno del 1940 partecipò alla battaglia delle Alpi Occidentali insieme allo scrittore Mario Rigoni Stern, all'alpinista e maestro di sci Gigi Panei e alla guida alpina Renato Chabod.
Con l'uscita del suo libro Il Provinciale lo stesso Bocca cita una recensione dei "Protocolli dei savi anziani di Sion" da lui scritta il 4 agosto 1942 sul settimanale La Provincia Grande (foglio di ordini settimanale della Federazione dei Fasci di Combattimento di Cuneo) nel quale imputava il disastro della guerra alla «congiura ebraica» a cui «l'Europa ariana» dovrebbe opporsi». La recensione - trovata negli anni '80 da un'archivista del Centro di documentazione ebraico - lo stesso Bocca riferì fosse «un sunto nudo e crudo del testo che non sapevo apocrifo e che comunque non mi importava che lo fosse, dato che era una recensione chiestami dal federale per uno dei soliti ordini giunti da Roma», un cui vi era una «denuncia dell'imperialismo sionista». Sempre Bocca in seguito ricordò come su quella recensione «ci scherzavo anche con gli amici ebrei di Milano e di Courmayeur ma coglievo sul loro viso come un riflesso condizionato: va be' non parliamone, ma l'hai scritta».
Sotto le armi strinse amicizia con Detto Dalmastro, in contatto con Duccio Galimberti; insieme ai due, dopo l'armistizio fondò le formazioni partigiane di Giustizia e Libertà. Dopo l'8 settembre 1943 Giorgio Bocca aderì alla lotta partigiana, operando nella zona della Val Grana come comandante della Decima Divisione Giustizia e Libertà e, successivamente, in Valle Maira in qualità di Commissario politico della Seconda Divisione Giustizia e Libertà.

### Giornalista e scrittore
Giorgio Bocca incominciò a scrivere fin da adolescente, nella seconda metà degli anni trenta, su periodici a diffusione locale. Successivamente, dal 1938 al 1943, scrisse anche per la testata cuneese La Provincia Granda, Sentinella d'Italia. Alla fine della guerra riprese l'attività giornalistica, scrivendo per il giornale di Giustizia e Libertà finché fu chiamato a lavorare per la Gazzetta del Popolo di Torino, assunto dal liberale Massimo Caputo, quindi per L'Europeo. Negli anni sessanta incominciò a lavorare al Giorno di Milano a seguito della nomina a direttore di Italo Pietra, qui si affermò definitivamente come inviato speciale, sia all'estero (Guerra dei Sei Giorni), sia con inchieste sulla realtà italiana. Come Dino Buzzati, sostenne con forza la tesi della catastrofe naturale per il disastro del Vajont.
Nel 1975 sostenne che l'esistenza delle Brigate Rosse fosse in realtà una favola raccontata agli italiani dagli inquirenti e dai servizi segreti anche se qualche anno più tardi rivide pubblicamente le sue posizioni: «Bisogna ammettere che abbiamo preso una bella cantonata». Nel 1976 fu, insieme con Eugenio Scalfari, tra i fondatori del quotidiano la Repubblica, con cui da allora collaborò ininterrottamente. Tenne ininterrottamente sul settimanale L'Espresso la rubrica L'antitaliano che sospese solo un mese prima di morire a seguito del peggioramento della malattia che lo affliggeva. Nel 1979 vinse il premio Campione d'Italia per la saggistica per il libro "Il terrorismo italiano 1970 1978". Nel 1983 pubblicò per Garzanti un volume, Mussolini socialfascista, sulla politica economica e sociale del fascismo. Negli anni ottanta ebbe anche un'esperienza nel giornalismo televisivo: a partire dal 1983 ideò e condusse una serie di trasmissioni per le reti Fininvest: Prima pagina, Protagonisti, 2000 e dintorni, Il cittadino e il potere e svolse anche il ruolo di opinionista per i programmi Dovere di cronaca e Dentro la notizia. Nel 1989 condusse per Canale 5 un'inchiesta sul terrorismo italiano e internazionale degli anni settanta e ottanta dal titolo Il mondo del terrore.
L'11 aprile 2008 gli fu assegnato il Premio Ilaria Alpi alla carriera, consegnatogli dal presidente della giuria Italo Moretti con una cerimonia privata nella sua casa milanese. I vincitori delle precedenti edizioni erano stati Enzo Biagi (2005), Ryszard Kapuściński (2006) ed Emilio Rossi (2007). Bocca affiancò alla principale carriera di giornalista l'attività di scrittore: il suo interesse si focalizzò principalmente sulla crisi sociale, che – nella sua interpretazione – generava il terrorismo, di cui raccontò la storia e intervistò i protagonisti. Si interessò anche di aspetti relativi al divario geografico dell'economia e del sociale in Italia, affrontando la questione meridionale e l'avvento del fenomeno leghista all'inizio degli anni novanta. Scrisse anche diverse importanti opere storiche, tra cui alcune incentrate sulla sua esperienza partigiana.

### Orientamento politico
L'orientamento politico di Bocca nel corso del tempo si è rivelato variegato. Alle elezioni politiche del 1979 fu candidato al Senato con il PSI, non venendo però eletto. Dopo essere stato un elettore socialista e poi repubblicano, diede la sua adesione ad alcune mozioni della nascente Lega Nord, poi la votò con voto strumentale, perché aveva mandato via Craxi e la DC, e infine la contrastò. All'inizio dell'ascesa di Bettino Craxi ai vertici del PSI, si ricordano alcuni articoli elogiativi di Bocca, che poi però fu uno dei nemici acerrimi della politica di Craxi e della cosiddetta "Milano da bere" degli anni ottanta. Profondamente critico nei confronti della globalizzazione, nelle sue ultime opere dà una lettura assai negativa dell'ascesa politica di Silvio Berlusconi e della politica statunitense di stampo conservatore.
Negli ultimi anni Bocca si contrappose ad alcuni tentativi di revisione critica della Resistenza; in particolare entrò in polemica con Giampaolo Pansa, che era stato suo collega prima a Il Giorno, poi a la Repubblica e L'Espresso. Per Bocca si rischiava, con «i libri e gli articoli alla Pansa», di aprire a un revisionismo strisciante e cerchiobottista che voleva accomunare la Resistenza italiana e il fascismo, omettendo di ricordare le correità del fascismo con il nazismo, descrivendo mali e beni di entrambi i fronti per arrivare a un'assoluzione generale. Bocca lanciò per questo, dalle pagine del quotidiano la Repubblica, numerosi moniti rivolti alle nuove generazioni perché ricordassero i valori fondanti della Repubblica italiana.
Negli ultimi tempi sollevò anche il problema del conformismo culturale, in un botta e risposta su la Repubblica con Beniamino Placido (critico letterario del quotidiano di Scalfari) interrogandosi sul silenzio riservato dagli intellettuali di sinistra ai testi di due scrittori di successo ma non di sinistra: Giovannino Guareschi e Gianna Preda. La sua conclusione: «Qui si tratta di mettersi una buona volta d'accordo su che cosa s'intende per intellettuale: se è uno che deve fare il suo esercizio sul trapezio e basta o se deve pensare con la sua testa e dire la verità».
Intervistato dall'Espresso, nel 2007, dichiarò: «Sono certo che morirò avendo fallito il mio programma di vita: non vedrò l'emancipazione civile dell'Italia. Sono passato per alcuni innamoramenti, la Resistenza, Mattei, il miracolo economico, il centro-sinistra. Non è che allora la politica fosse entusiasmante, però c'erano principi riconosciuti: i giudici fanno giustizia, gli imprenditori impresa. Invece mi trovo un paese in condominio con la mafia. È il successo di chi elogia i vizi, i tipi alla Briatore».

### Morte

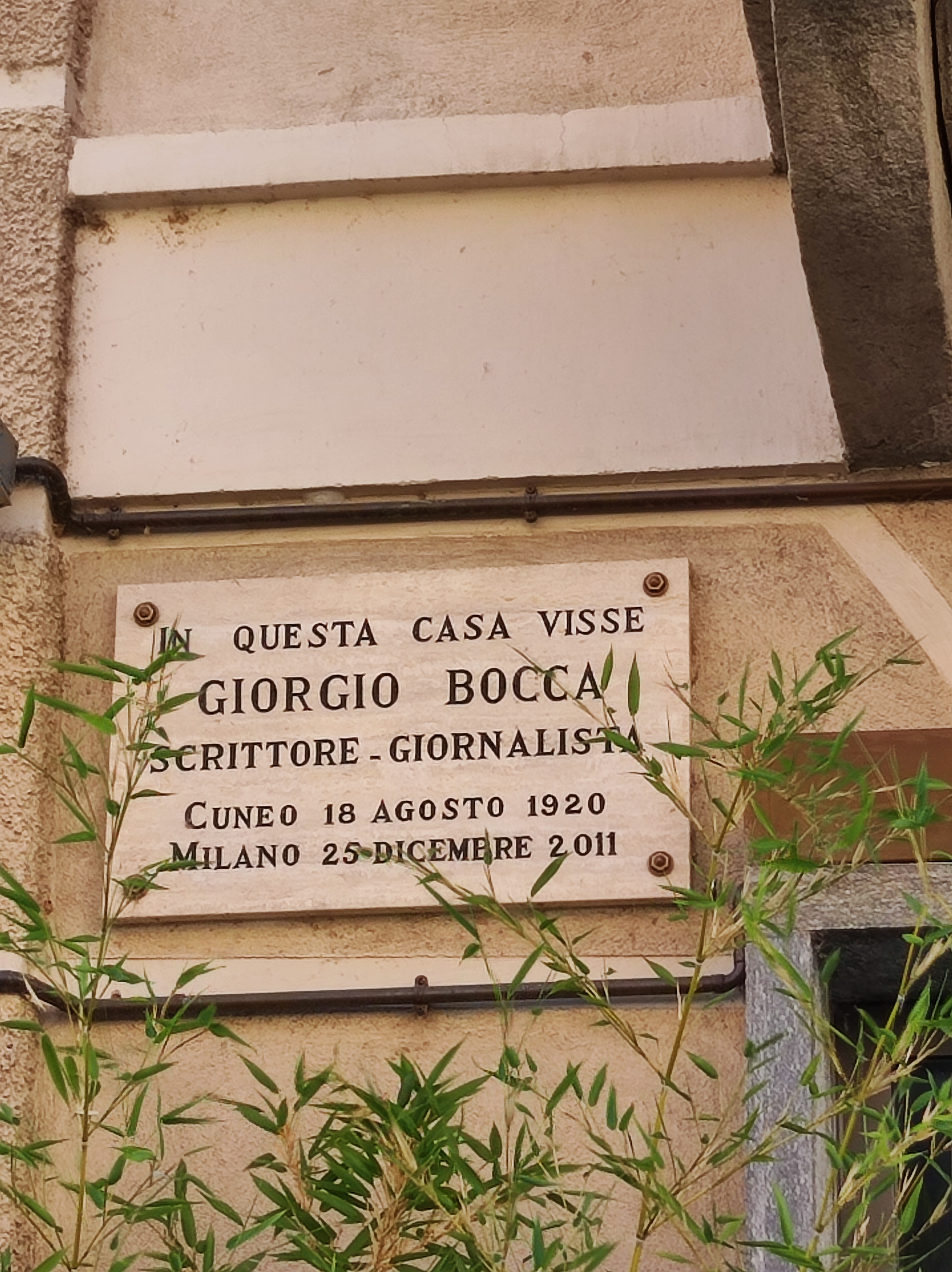
Targa commemorativa a Cuneo

Giorgio Bocca morì, dopo una breve malattia, nella sua casa di Milano il giorno di Natale del 2011, a 91 anni.
I funerali si svolsero due giorni dopo nella chiesa di San Vittore al Corpo, alla presenza di numerosi esponenti del giornalismo italiano. La salma è stata cremata, e le sue ceneri si trovano a La Salle, in Valle d'Aosta, dove lo scrittore possedeva una casa di villeggiatura.

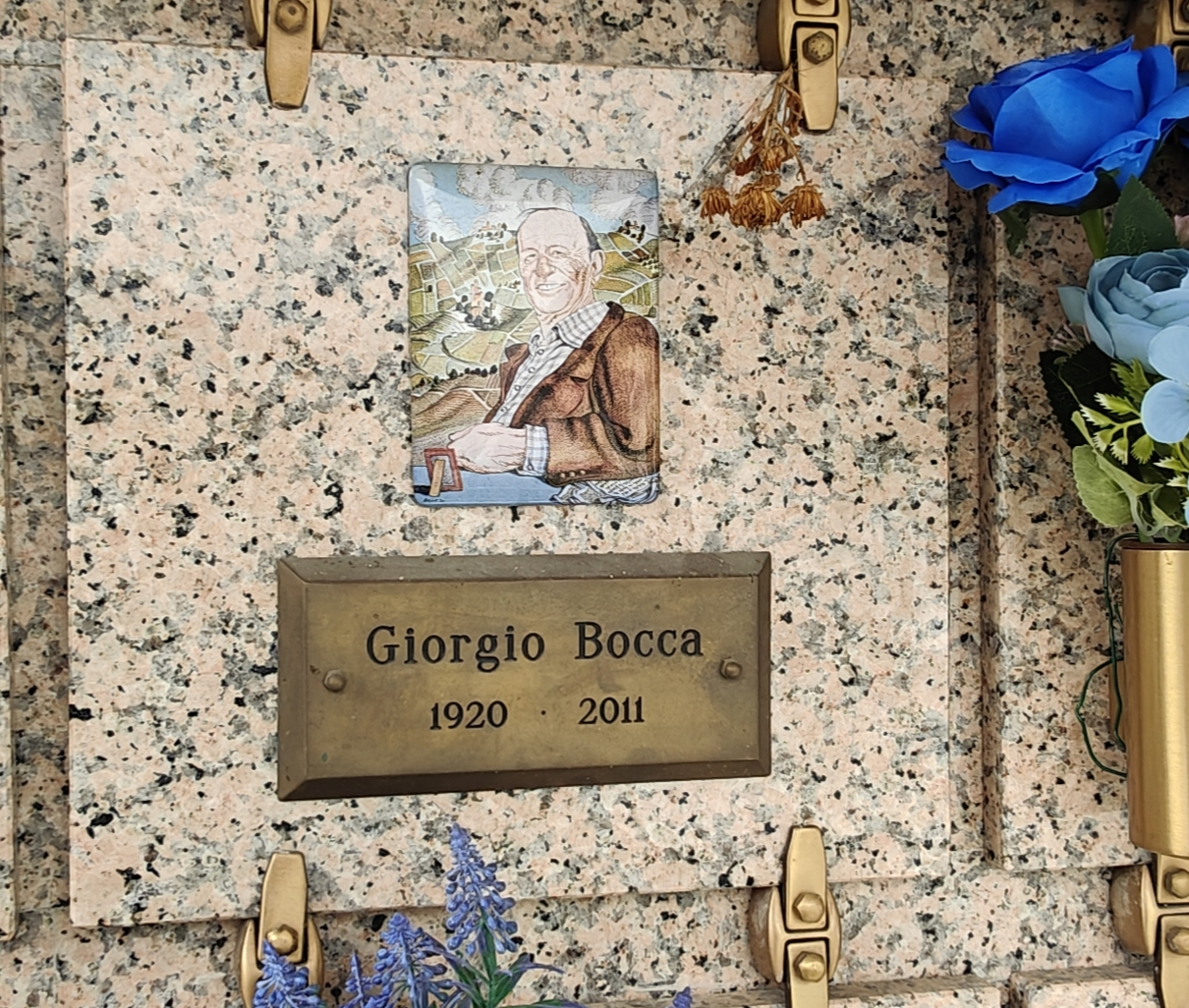
La targa nel loculo dove sono conservate
le ceneri di Giorgio Bocca al cimitero di La Salle nella parte rivolta verso la frazione Beauregard dove viveva

Giorgio Bocca si dichiarava ateo. Tuttavia nel 2020 l'amico e teologo Roberto Vignolo ha descritto su la Repubblica un suo rapporto privato più complesso con la fede, specialmente negli ultimi anni di vita: esso sarebbe maturato nella dialettica con la moglie Silvia Giacomoni (che nel 2004 aveva pubblicato La nuova Bibbia Salani), e nelle frequentazioni con l'ebraista Paolo De Benedetti, con Enzo Bianchi e con Suor Germana Iannaccone, stretta collaboratrice di Carlo Maria Martini (oltre allo stesso Vignolo).

## Controversie
- Nel 1990, la giornalista Carmen Lasorella minacciò querela nei confronti di Bocca, il quale, in un articolo su Prima Comunicazione, aveva rivolto termini sgraditi sulla sua attività professionale, sostenendo che la gente guardava il suo telegiornale solo perché c’era una «con le poppe al vento». La questione si risolse con una pubblicazione sulla stessa rivista di un articolo in cui Bocca porse le sue scuse alla giornalista.[29]
- Nel 1992 il Vescovo di Crotone, monsignor Giuseppe Agostino, sull'Avvenire scrisse che nel libro L'Inferno. Profondo sud male oscuro, le interviste che Bocca fece ai meridionali erano «un ascolto malvagio». Bocca rispose in un articolo su la Repubblica, cercando di sfatare l'accusa di antimeridionalismo[30].
- Negli ultimi decenni della sua vita pronunciò giudizi fortemente negativi nei confronti dei meridionali: «Insomma, la gente del Sud è orrenda [...]. C'era questo contrasto incredibile fra alcune cose meravigliose e un'umanità spesso repellente. Una volta, a Palermo, c'era una puzza di marcio, con gente mostruosa che usciva dalle catapecchie. Vai a Napoli ed è un cimiciaio, ancora adesso. Una poesia il modo di vivere di quelle parti? Per me è il terrore, è il cancro. Sono zone urbane marce, inguaribili»[31].
- Si espresse in maniera molto forte nei confronti della morte di Pier Paolo Pasolini: «Pasolini è morto perché, la rigirino pure come vogliono, era di una violenza spaventosa nei confronti di questi suoi amici puttaneschi. Poi mi dava noia questo: ho un po' di omofobia, che poi è una cosa militare [...]. Il mio concetto piemontese è che gli uomini veri vanno a fare il soldato»[32].

## Opere
- Partigiani della montagna. Vita delle divisioni « Giustizia e Libertà » del Cuneese, Borgo San Dalmazzo, Bertello, 1945; Prefazione di G. Bocca (gennaio 2004), Serie bianca, Milano, Feltrinelli, 2004, ISBN 88-07-17097-3.
- I ballerini, Firenze, Vallecchi, 1960.
- Miracolo all'italiana, Milano, Edizioni Avanti!, 1962.
- I giovani leoni del neocapitalismo, Bari, Laterza, 1963.
- La scoperta dell'Italia, Bari, Laterza, 1963.
- Nenni quarant'anni dopo, Firenze, Marchi, 1964.
- Una Repubblica partigiana. Ossola, 10 settembre - 23 ottobre 1944, Milano, Il Saggiatore, 1964.
- La Resistenza nel saluzzese, con Mario Giovana e Giampaolo Pansa, Saluzzo, RPC, 1964.
- La nuova frontiera di Milano. Almanacco Torriani 1965, Milano-Roma, Torriani, 1965.
- Storia dell'Italia partigiana. Settembre 1943 - Maggio 1945, Bari, Laterza, 1966; Mondadori, Milano, 1995; Serie bianca, Feltrinelli, Milano, 2012, ISBN 978-88-071-7244-1.
- Cavallero, Milano, Longanesi, 1968; col titolo Il bandito Cavallero. Storia di un criminale che voleva fare la rivoluzione, Serie bianca, Feltrinelli, Milano, 2016, ISBN 978-88-071-7301-1.
- Storia d'Italia nella guerra fascista. 1940-1943, Bari, Laterza, 1969; Mondadori, Milano, 1996; Feltrinelli, Milano, 2017, ISBN 978-88-071-7266-3.
- I manifesti italiani fra belle époque e fascismo, presentati da, Milano, Fratelli Fabbri, 1971.
- L'Italia fascista, Milano, A. Mondadori, 1973.
- Palmiro Togliatti, Roma-Bari, Laterza, 1973; Serie bianca, Feltrinelli, Milano, 2014, ISBN 978-88-071-7281-6.
- La Russia di Breznev. Resoconto di viaggio e informazioni, Roma-Bari, Laterza, 1974.
- Storie della Resistenza, Verona, Edizioni scolastiche B. Mondadori, 1976.
- L'Italia è malata, Roma, L'Espresso, 1977.
- La Repubblica di Mussolini, Roma-Bari, Laterza, 1977.
- Moro: una tragedia italiana, a cura di, Milano, Bompiani, 1978.
- Storia popolare della Resistenza, Roma-Bari, Laterza, 1978.
- Il terrorismo italiano. 1970-1978, Milano, Rizzoli, 1978.
- Vita di giornalista, a cura di Walter Tobagi, Roma-Bari, Laterza, 1979.
- Il caso 7 Aprile. Toni Negri e la grande inquisizione, Milano, Feltrinelli, 1980.
- Viaggio nella storia e nella cultura, 3 voll., Bologna, Zanichelli, 1980.
- I signori dello sciopero, Milano, Longanesi, 1980.
- Storia della Repubblica Italiana, 6 voll., Milano, Rizzoli, 1981.
- Il terrorismo italiano, 1970-1980, Milano, Biblioteca Universale Rizzoli, 1981.
- Il terrorismo italiano 1970/1980, collana Biblioteca Universale Rizzoli, "nuova edizione", Milano, Rizzoli, 1981  [1978].
- In che cosa credono gli italiani?, Milano, Longanesi, 1982.
- Storia della Repubblica italiana dalla caduta del fascismo a oggi, Milano, Rizzoli, 1982.
- Mussolini socialfascista. Il socialismo reale non è fascismo ma come gli somiglia, Milano, Garzanti, 1983.
- Italia anno uno. Le campagne senza contadini, le città senza operai, Milano, Garzanti, 1984.
- Trent'anni di trame, a cura di, Milano, L'Espresso, 1985.
- Noi terroristi. Dodici anni di lotta armata ricostruiti e discussi con i protagonisti, Milano, Garzanti, 1985.
- Cadillac Allante, Milano, Automobilia, 1986.
- L'Italia che cambia, Milano, Garzanti, 1987. ISBN 88-11-73992-6.
- Gli anni del terrorismo. Storia della violenza politica in Italia dal '70 ad oggi, Roma, A. Curcio, 1988.
- Gli italiani sono razzisti?, Milano, Garzanti, 1988, ISBN 88-11-73995-0.
- L'uomo l'energia la vita, Roma, Enel, 1988.
- Il padrone in redazione, Milano, Sperling & Kupfer, 1989, ISBN 88-200-0957-9.
- La disUnità d'Italia. Per venti milioni di italiani la democrazia è in coma e l'Europa si allontana, Milano, Garzanti, 1990. ISBN 88-11-65090-9. Premio Sila.
- Il provinciale. Settant'anni di vita italiana, Milano, Mondadori, 1991, ISBN 88-04-34197-1. Premio Bagutta. Collana I narratori, Feltrinelli, Milano, 2007, ISBN 978-88-070-1721-6.
- L'inferno. Profondo sud, male oscuro, Milano, Mondadori, 1992, ISBN 88-04-36274-X.
- Metropolis. Milano nella tempesta italiana, Milano, Mondadori, 1993, ISBN 88-04-37455-1.
- Il sottosopra. L'Italia di oggi raccontata a una figlia, Milano, Mondadori, 1994, ISBN 88-04-38761-0.
- Il filo nero, Milano, Mondadori, 1995, ISBN 88-04-40092-7.
- Il viaggiatore spaesato, Milano, Mondadori, 1996, ISBN 88-04-41602-5.
- Italiani strana gente, Milano, Mondadori, 1997, ISBN 88-04-43044-3.
- Voglio scendere!, Milano, Mondadori, 1998, ISBN 88-04-45541-1.
- Il secolo sbagliato, Milano, Mondadori, 1999, ISBN 88-04-47055-0.
- Pandemonio. Il miraggio della new economy, Milano, Mondadori, 2000, ISBN 88-04-48175-7.
- Il dio denaro. Ricchezza per pochi, povertà per molti, Milano, Mondadori, 2001, ISBN 88-04-49737-8.
- Piccolo Cesare, Serie bianca, Milano, Feltrinelli, 2002, ISBN 88-07-17070-1.
- Basso Impero, Serie bianca, Milano, Feltrinelli, 2003, ISBN 88-07-17085-X.
- L'Italia l'è malada, Serie bianca, Milano, Feltrinelli, 2005, ISBN 88-07-17105-8.
- Napoli siamo noi. Il dramma di una città nell'indifferenza dell'Italia, Serie bianca, Milano, Feltrinelli, 2006, ISBN 88-07-17116-3.
- Le mie montagne. Gli anni della neve e del fuoco, Serie bianca, Milano, Feltrinelli, 2006, ISBN 88-07-17125-2.
- È la stampa, bellezza! La mia avventura nel giornalismo, Serie bianca, Milano, Feltrinelli, 2008, ISBN 978-88-07-17155-0.
- Annus Horribilis, Serie bianca, Milano, Feltrinelli, 2009, ISBN 978-88-07-17182-6.
- Fratelli coltelli. 1943-2010: l'Italia che ho conosciuto, Serie bianca, Milano, Feltrinelli, 2010, ISBN 978-88-07-17196-3.
- Aspra Calabria, Soveria Mannelli, Rubbettino, 2011, ISBN 978-88-498-2975-4.
- Grazie no. Sette idee che non dobbiamo più accettare, Serie bianca, Milano, Feltrinelli, 2012, ISBN 978-88-07-17221-2.

## Onorificenze
Nel corso della sua vita Giorgio Bocca ha ricevuto molte onorificenze, legate al periodo durante il quale prestò servizio come militare e poi per la sua partecipazione alla Guerra di liberazione italiana.
 Croce al merito di guerra
 Medaglia commemorativa del periodo bellico 1940–43
 Medaglia commemorativa della battaglia del fronte alpino occidentale
 Distintivo della guerra di liberazione
 Distintivo d'onore per i patrioti "Volontari della libertà"

## Premi
- Nel 1961 ha vinto il Premiolino per l'articolo Il magnifico Gipo[34].
- Ha vinto tre volte il Premio Saint-Vincent per il giornalismo: 1953, 1976 e alla carriera (1983).
- Nel 1979 ha vinto il Premio Campione d'Italia per la saggistica col libro "Il terrorismo italiano 1970-1978".
- Nel 1992 ha vinto il Premio Bagutta.
- Nel 2000 ha vinto il premio letterario Gandovere-Franciacorta, nella sezione testimonianze.
- L'Università degli Studi di Bari gli ha conferito la laurea honoris causa in lettere l'11 maggio 2005.
- Nel 2008 ha ricevuto il Premio Ilaria Alpi alla carriera.[35][36]